# Різанина на Кочевському Розі
Різанина на Кочевському Розі (хорв. Pokolj na Kočevskom Rogu) — низка злочинів, скоєних спецпідрозділами югославських партизанів Тіто проти десятків тисяч вояків Словенського домобранства та членів їхніх сімей, хоча серед жертв були і хорвати та представники інших народів колишніх югославських республік. Різанину вчинено у другій половині травня 1945 в районі Кочевського Рогу поблизу містечка Кочев'є у Словенії. У масових стратах без суду і пред'явлення звинувачень загинуло від 10 до 12 тисяч військовиків і цивільних осіб, здебільшого військовополонених, репатрійованих британською військовою владою з Австрії, куди ті втекли. Газета «Слободна Далмація» від 12 вересня 1999 року розмістила заяву секретаря парткому комуністичної югославської таємної поліції ОЗНА (OZNA) Альберта Светіни про те, що на Кочевському Розі комуністи знищили щонайменше 40 000 чоловіків, жінок і дітей. За різними свідченнями, бранців партизани кидали в різні ями і печери та накривали вибухівкою або ж убивали і кидали у два Кочевські яри.
Першим прилюдно заговорив (при чому на телебаченні) про післявоєнні злочинства югославських комуністів у Словенії командир виконавців розстрілу Сімо Дубаїч. Він визнав, що і сам брав участь у масових розстрілах людей, та привселюдно покаявся за злодіяння, які він скоїв. Дубаїч заявив, що «вбивства вчинила далматинська бригада, а комісар Мілка Планінц особисто вибирала комуністів, які б убивали жертв».